# 橋湾駅 (北京市)
橋湾駅（きょうわん-えき）は中華人民共和国北京市東城区に位置する北京地下鉄7号線の駅である。

## 駅構造

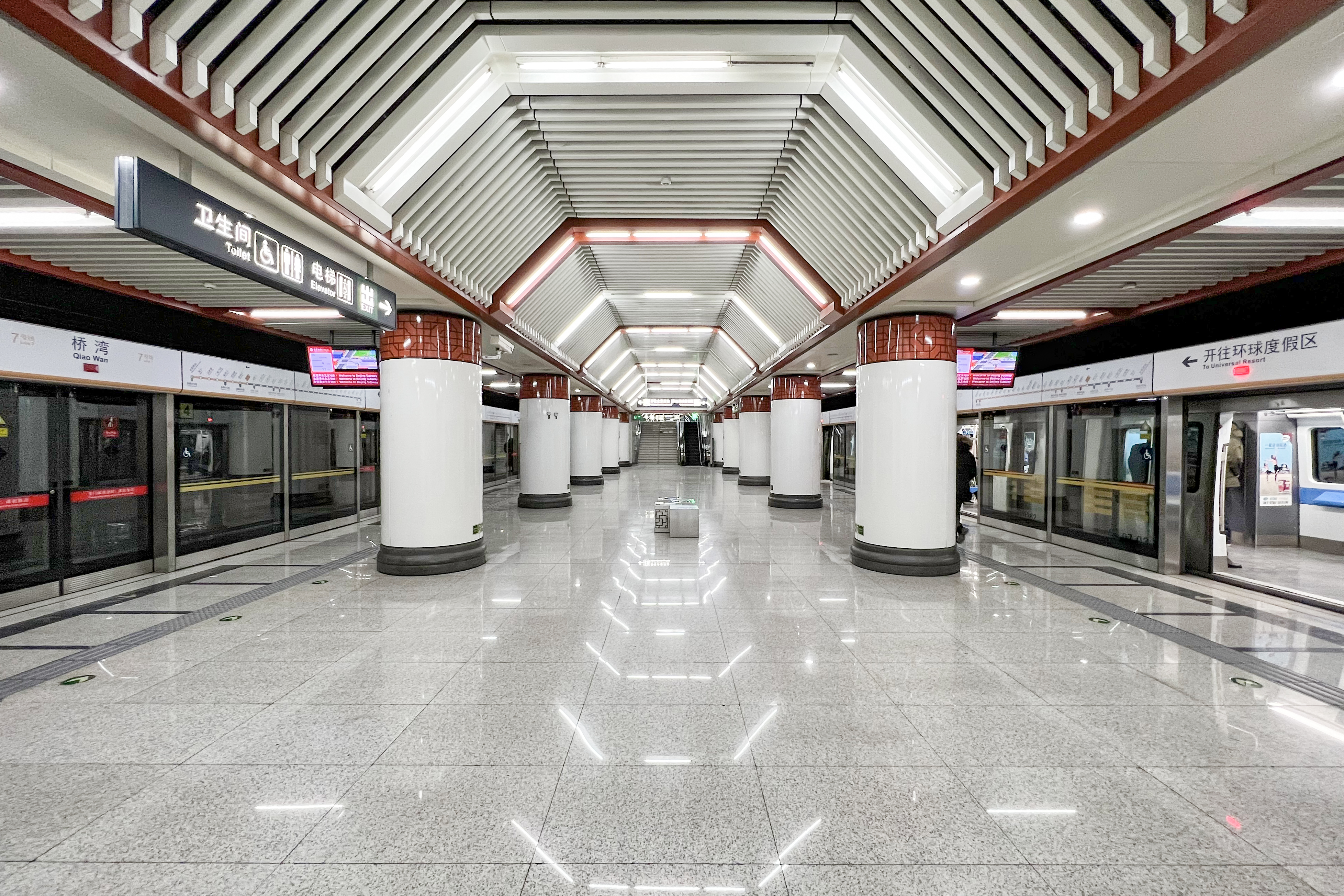
ホーム

島式ホーム1面2線の地下駅である。

## 駅周辺
- 祈年大街（中国語版）

## 歴史
- 2014年12月28日 - 7号線が開業。

## 隣の駅
北京地下鉄
■7号線
珠市口駅 - 橋湾駅 - 磁器口駅